# Intizar Hussain
Intizar Hussain (n. 7 decembrie 1923, Dibai⁠(d), India Britanică, India – d. 2 februarie 2016, Lahore, Pakistan) a fost un scriitor pakistanez de limbă urdu. A emigrat în 1947 din India în Pakistan.